# Djamel Keddou
Djamel Keddou (Bab El Oued, 30 de enero de 1952 – Argel, 16 de noviembre de 2011) fue un futbolista y entrenador argelino. Pasó toda su carrera como jugador en el USM Alger y fue en 25 ocasiones capitán de la selección de Argelia, ganado el oro en los Juegos Mediterráneos de 1975 en Argel. Como entrenador, dirigió el USM Alger consiguiendo la Copa Argelia en 1988 al vencer al CR Belouizdad en la final. También entrenador de clubs como el JS El Biar y el ES Ben Aknoun.
El 16 de noviembre de 2011, Keddou murió después de sufrir un ataque cardíaco. Fue enterrado en el Cementerio El Kettar.

## Títulos
Como jugador
- Oro en los Juegos Mediterráneos de 1975
- Copa de Argelia en 1981

Como entrenador
- Copa de Argelia en 1988